# أليكسي دينيسينكو
أليكسي اليكسيفيتش دينيسينكو (بالروسية: Алексей Алексеевич Денисенко؛ ولد في 30 أغسطس 1993) لاعب تايكوندو روسي  فاز بالميدالية البرونزية في دورة الألعاب الأولمبية الصيفية 2012 في وزن 58 كلغ كما أنه خسر امام أحمد أبو غوش في دورة الألعاب الأولمبية الصيفية 2016 في بطولة التايكوندو.

## روابط خارجية
- أليكسي دينيسينكو على موقع TaekwondoData.com (الإنجليزية)
- أليكسي دينيسينكو على موقع أوليمبيديا (الإنجليزية)